# Opel 29/50 PS
L'Opel 29/50 PS est une voiture de la catégorie luxueuse construite par Adam Opel KG qu'en 1908 pour succéder au modèle 32/50 PS.

## Historique et technologie
La 29/50 PS, introduite mi-1908, était essentiellement la même que sa prédécesseur, mais elle avait un moteur environ 0,5 litre plus petit, ce qui était dû à la taxe de cylindrée nouvellement introduite en Allemagne à l'époque, et elle avait la même puissance. Le châssis le plus long a également été légèrement raccourci. La 29/50 PS n'était plus l'Opel la plus puissante de son époque, puisque le modèle 33/60 PS sortait la même année.
Le moteur était un moteur quatre cylindres d'une cylindrée de 7 482 cm³ (alésage × course = 130 mm × 140 mm), qui produisait 50 ch (37 kW) à 1 500 tr/min. Le moteur à commande latérale avec tête en T était refroidi par eau. Une pompe centrifuge a été installée pour le circuit de refroidissement. Le carburateur à piston était doté d'un préchauffage pour le mélange air-carburant. Chaque cylindre avait deux bougies d'allumage, l'une alimentée par un allumage par batterie et l'autre par un allumage magnéto. La puissance du moteur était transmise à l'essieu arrière via un embrayage à cône en métal (embrayage à cône en cuir sur le modèle précédent), une boîte de vitesses manuelle à quatre vitesses et un arbre à cardan.
Le cadre était constitué de profilés en U en tôle en acier. Les deux essieux rigides étaient suspendus sur des ressorts à lames semi-elliptiques. Les châssis étaient disponibles en deux empattements, 3 240 mm ou 3 450 mm. Le frein de service agissait sur l'arbre de sortie de la transmission. Le frein à main a été conçu comme un frein à tambours agissant sur les roues arrière.
Le coupé deux portes et la voiture de tourisme à six places ont été abandonnés, mais la 29/50 PS était toujours disponible en version voiture de tourisme à quatre places, en berline quatre portes et en landaulet. La variante la moins chère (la voiture de tourisme), coûtait 18 000 Reichsmark.
Fin 1908, la construction de la 29/50 PS est arrêtée. La successeur était le modèle 30/50 PS, plus gros.